# Польско-танзанийские отношения
Польско-танзанийские отношения — двусторонние дипломатические отношения между Польшей и Танзанией. Государства являются членами Всемирной торговой организации и Организации Объединённых Наций.

## История

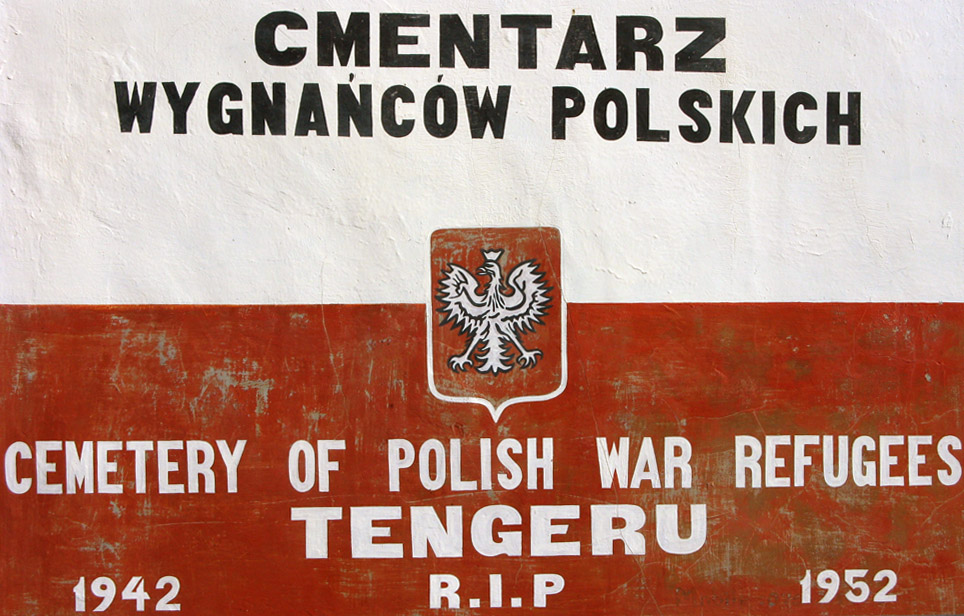
Мемориальная доска на кладбище польских беженцев в Тенгеру

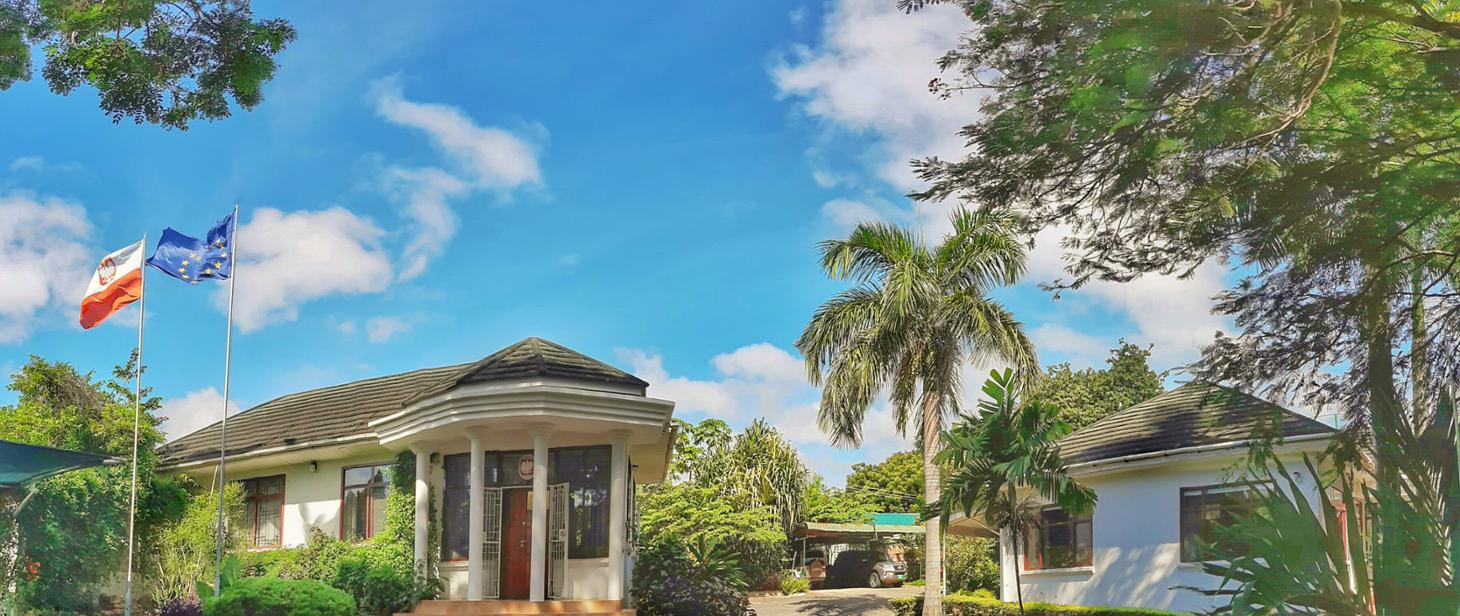
Посольство Польши в Дар-эс-Саламе

Между 1942 и 1944 годами 18 000 польских беженцев прибыли в кенийский портовый город Момбаса и были доставлены на территорию Танганьики (в настоящее время Танзания). Во время Второй мировой войны от 320 000 до миллиона эвакуированных поляков были вывезены из Польши в восточные части Советского Союза, в частности в Сибирь. При содействии «Армии Андерса» около 110 000 эвакуированных поляков покинули Советский Союз и перебрались в Иран, а 18 000 из этих беженцев были отправлены в Восточную Африку. Консульство Польши находилось в Дар-эс-Саламе с 1942 по 1945 год.
В Танганьике беженцев отправили в лагеря для поселений в городах Ифунда, Кигома, Кидугала, Кондоа, Морогоро и Тенгеру. Польские беженцы оставались в Танганьике до 1949 года, когда многие из них были переселены в Австралию, Канаду и Великобританию.
В 1961 году были установлены дипломатические отношения между государствами. В 1962 году Польша открыла посольство в Дар-эс-Саламе. В 1987 году министр иностранных дел Танзании Бенджамин Мкапа совершил официальный визит в Польшу. Посольство Польши в Танзании было закрыто в 2008 году, и интересы этой страны были представлены в Танзании через посольство в Найроби (Кения). В 2003 году президент Танзании Бенджамин Мкапа осуществил государственный визит в Польшу.
В 2012 году Польша открыла почётное консульство в Танзании, а в 2018 году Польша вновь открыла посольство в Дар-эс-Саламе. На открытии посольства присутствовали министр иностранных дел Польши Яцек Чапутович и министр иностранных дел Танзании Августин Махига. Танзания является одним из основных получателей экономической помощи Польши в целях развития и одним из приоритетных партнеров Польши в странах Африки к югу от Сахары. Польская медицинская миссия проводит профессиональные курсы для танзанийских медицинских работников и передает медицинское оборудование танзанийским больницам при софинансировании министерства иностранных дел Польши.

## Двусторонние соглашения
Между государствами подписано несколько двусторонних соглашений, таких как: Соглашение о научно-техническом сотрудничестве (1965 год); Соглашение о предоставлении кредитной помощи (2015 год) и Меморандум о взаимопонимании по деловому сотрудничеству и инвестициям.

## Туризм и транспорт
В 2017 году Танзанию посетили 10 000 граждан Польши. Между государствами налажено прямое авиасообщение компанией Smartwings Poland.

## Торговля
В 2017 году объём товарооборота между государствами составил сумму 108,5 млн долларов США. Экспорт Польши в Танзанию: зерно (в основном пшеница), текстильные и электрические компоненты, кабели, изолированные провода и электрические провода. Экспорт Танзании в Польшу: табак и кофе. Прямые иностранные инвестиции Польши в Танзанию достигли суммы 110 миллионов долларов США в 2017 году, большая часть которых направлена на поддержку сельскохозяйственного сектора посредством выделения кредитов.

## Дипломатические представительства
- У Польши есть посольство в Дар-эс-Саламе[10].
- Интересы Танзании в Польше представлены через посольство в Берлине (Германия)[11].